# Hannah Tracy Cutler
Hannah Maria Conant Tracy Cutler (25 de diciembre de 1815 -11 de febrero de 1896) fue una abolicionista estadounidense, así como una líder de los movimientos por la templanza y el sufragio femenino en los Estados Unidos. Cutler fue presidenta de la Asociación de Sufragio Femenino de Ohio y de la Asociación Americana de Sufragio Femenino (AWSA). Cutler ayudó a dar forma a la fusión de dos facciones feministas en la Asociación Nacional Americana de Sufragio Femenino (NAWSA) combinada.
Cutler escribió para periódicos y revistas; redactó leyes y fue autora de varios libros. Dio conferencias sobre fisiología y obtuvo el título de médico a la edad de 53 años. Cutler presentó peticiones a las legislaturas estatales y federales, y ayudó a formar sociedades de templanza, abolición, sufragio y ayuda a las mujeres en Ohio, Illinois, Iowa, Nebraska y Vermont.

## Primeros años y Oberlin
Hannah Maria Conant nació en Becket (Massachusetts), en la Navidad de 1815; la segunda hija de John Conant y Orpha Johnson Conant. Hannah Maria Conant comenzó a los 14 años a estudiar retórica y filosofía por su cuenta, y estudió latín con el médico de cabecera. En 1831, la familia se trasladó a Rochester (Ohio). 
En 1833, el cercano Colegio Oberlin comenzó a aceptar mujeres estudiantes, y Conant pidió a su padre la matrícula, a lo que se negó, ya que consideraba que la coeducación era impropia. En respuesta, se casó con John Martin Tracy (1809-1844), un estudiante de teología de Oberlin, en 1834. La nueva Hannah Conant Tracy estudió los libros de texto de su marido y los recién casados discutían lo que había aprendido en clase. John Tracy se dedicó a estudiar leyes, y su esposa continuó estudiando sus deberes legales con él, descubriendo en el proceso las limitaciones que el derecho común imponía a las mujeres, especialmente a las casadas. Más tarde, John Tracy se convirtió en un conferenciante y activista antiesclavista. La pareja tuvo dos hijas, Melanie en 1836 y Mary en 1841, y un hijo estaba en camino cuando en agosto de 1844, John Tracy murió de neumonía tomada como resultado de la exposición y el abuso sufrido cuando fue perseguido por una turba mientras ayudaba a escapar a los esclavos. La joven viuda Hannah Conant Tracy se mudó con sus hijos a Rochester, Ohio, donde su padre todavía vivía, y tuvo su tercer hijo: John Martin Tracy, llamado así por su padre. Para mantener a su familia, Tracy escribió para los periódicos de Ohio, incluyendo para Cassius Marcellus Clay el True American (escribiendo bajo un seudónimo) y para Josiah A. Harris en el Cleveland Herald. A través de su escritura ganó un estatus respetable como una figura literaria menor en occidente así como una reputación por sus puntos de vista sobre los derechos de la mujer. Tracy también enseñó en la escuela, y ayudó a formar una sociedad de templanza y una Sociedad de Mujeres Antiesclavitud, que atrajo únicamente a tres miembros al principio.
En el otoño de 1846, Tracy recibió una carta de Lucy Stone del Oberlin College, con quien ya había desarrollado una cálida amistad. Stone había decidido convertirse en una reformadora de los derechos de la mujer después de graduarse el verano siguiente, y Tracy era una de varias conocidas defensoras de los derechos de la mujer a las que Stone pidió consejo sobre cómo empezar. Tracy advirtió que para hacer que la mujer «tanto física como intelectualmente sea igual al hombre» se necesitaría una revolución social que tardaría al menos una generación en llevarse a cabo. Pero al decir que mucho podría hacer una mujer sola «si posee el coraje suficiente para actuar según sus convicciones», Tracy aconsejó «una agitación tranquila pero profunda» entre las mujeres en cuestión. Y pidió, «Por favor, escríbame de nuevo y hágame saber su plan, y también lo que puedo hacer».
A principios de 1847, Hannah Tracy fue a Oberlin, abrió una pensión y se inscribió en el curso de damas. Fue una de las pocas mujeres que, con Stone, formaron un club de debate femenino fuera del campus para obtener un ejercicio retórico práctico que se les negaba en sus clases. En junio, Tracy encabezó un breve esfuerzo para establecer un periódico para mujeres en la universidad. La Asociación de Damas Jóvenes votó por sí misma en una Asociación de la Bandera de Damas de Oberlin, el nombre elegido para su periódico, y nombró a Tracy editora. Pero el proyecto no consiguió la aprobación de los funcionarios del colegio que necesitaban para seguir adelante.
Después de un año de estudio, Tracy aceptó el puesto de matrona del Asilo de Sordomudos en Columbus (Ohio) (ahora Institución de Ohio para Sordomudos). En Columbus, Tracy conoció a Frances Dana Barker Gage, otra abolicionista y feminista; ambas estaban interesadas en hacer avanzar el Partido del Suelo Libre con su plataforma antiesclavista. Tracy ayudó en el esfuerzo de elegir a la abolicionista Salmon P. Chase para el Senado de los Estados Unidos. Debido a que el Asilo de Sordomudos únicamente permitía que uno de sus hijos permaneciera en la residencia con ella, en 1849 Tracy aceptó un puesto como directora del «departamento femenino» en la nueva escuela pública de Columbus. Tracy asistió a una iglesia presbiteriana en Columbus.

## Periodismo y derechos de la mujer
Para aumentar sus ingresos como directora, Tracy continuó escribiendo para periódicos, especialmente para el Ohio Cultivator, un periódico de agricultores para el que contribuyó con dos columnas de larga duración, populares entre los lectores. Una columna era «Letters to Housekeepers» dirigida a las esposas de los granjeros, y la otra era una columna de consejos para las granjeras, en la que Tracy respondía a las cartas bajo el seudónimo de «Aunt Patience».
Tracy y Gage lideraron la campaña para organizar una convención de derechos de la mujer en Akron, en mayo de 1851. Gage fue elegida presidenta y secretaria de la convención de mujeres, donde se reunieron con Sojourner Truth y fueron testigos de su famoso discurso: "¿Acaso no soy una mujer?". Después de la conferencia de Akron, Tracy asistió a una conferencia de Paz en Columbus, y fue elegida como delegada para el próximo Congreso de Paz que se celebró en Londres en agosto del mismo año.
El dueño del Ohio Statesman, el coronel Samuel Medary, le pidió a Tracy que se convirtiera en su corresponsal especial en la Gran Exposición en Londres. Después de la convención de Akron, el periódico pagó el viaje de Tracy a Londres para que pudiera informar sobre la Feria Mundial. Tracy también llevaba credenciales como delegada de los Estados Unidos en el Congreso de la Paz, pero llegó un día tarde, y únicamente pudo escuchar los discursos de clausura. Durante su estancia en Londres, Tracy dio una serie de conferencias sobre los derechos de la mujer, las primeras que trataron sobre los derechos legales de la mujer, y se encontró con grandes autores y miembros del Parlamento que acogieron sus palabras. El resultado fue que fue invitada a hablar en universidades y frente a organizaciones profesionales; rechazó una propuesta para convertirse en actriz de teatro. Otros discursos que dio abarcaron la templanza y la fisiología. Conoció a Joseph Sturge y William Gladstone, pero estaba más interesada en escuchar detalles sobre la Emancipación de las Indias Occidentales Británicas de la activista antiesclavista Anne Knight. Tracy presentó el disfraz de bombacha a las mujeres inglesas.
A su regreso a los Estados Unidos, Tracy hizo una pausa en Pittsburgh, Pensilvania, para poder asistir a la Convención del Suelo Libre; allí se le instó a subir a la plataforma y hablar sobre los derechos humanos. En una convención en Massillon (Ohio), celebrada en 1852, Tracy fue elegida presidenta de la Asociación de Derechos de la Mujer de Ohio. Ese mismo año, Tracy se casó con el coronel Samuel Cutler, un viudo que tenía hijos propios. Los dos compraron tierras de labranza en Dwight, Illinois, cerca de una propuesta línea de ferrocarril, y juntos asumieron los deberes de la granja. La nueva Hannah Tracy Cutler llevó a cabo gran parte del trabajo ella misma, incluyendo «hilar, tejer, confeccionar, hornear, lechería, tejer cestas, hacer zapatos y trenzar sombreros», según un relato posterior de su hija Mary. Tracy educó en casa a todos los niños de la familia.
Tracy escribió un artículo para The Una defendiendo la diferencia esencial entre hombres y mujeres:

El objetor se encuentra con el grito repetido a menudo: "¿Queréis deshaceros de la mujer y convertirla en el mismo ser egoísta que encontráis en el hombre, cuando está inmersa en las luchas y las artimañas que acompañan a las relaciones políticas? De una vez por todas, que la respuesta sea un enfático NO!! Pero como los hombres aquí no han tenido un equilibrio apropiado, todo este mal ha ocurrido, sentimos que la armonía moral del mundo exige el interés y la influencia de la mujer. Pedimos que se utilice, no para que nos volvamos como los hombres en nuestra naturaleza moral, sino porque somos diferentes a ellos; y por lo tanto la armonía exige la influencia compensatoria de nuestras simpatías más suaves, nuestras naturalezas más apacibles, para equilibrar el espíritu severo, frío y calculador del otro sexo."

## Importancia nacional
Aunque Tracy no asistió a las tres primeras Convenciones Nacionales de Derechos de la Mujer, celebradas en el Este, sí asistió a la de 1853, celebrada en Cleveland, así como a la de 1854, en Filadelfia, donde habló junto con Ernestine Rose, Frances Dana Barker Gage, Lucy Stone, Lucretia Mott, Thomas Wentworth Higginson y William Lloyd Garrison. Ella expresó a la convención su creencia de que el espíritu de la Biblia era más importante que la letra. En lugar de centrarse en pasajes aislados que no tenían aplicación en la actualidad, Tracy recomendó a su audiencia «proclamar el hermoso espíritu que se respira a través de todos sus mandatos y preceptos». Después de que la convención de 1855 que se reunió en Cincinnati adoptara un plan para hacer circular las peticiones de sufragio femenino en tantos estados como fuera posible, Tracy accedió a hacerse cargo de la obra en Illinois.
A finales de mayo de 1856, Tracy se dirigía a presidir una Convención sobre la Templanza de la Mujer en Chicago cuando se enteró de un incendio provocado y de los crímenes cometidos en Lawrence (Kansas) contra los abolicionistas. Durante la exitosa convención sobre la templanza, Cutler concibió y planificó una Convención de Ayuda a la Mujer de Kansas que se celebraría dos semanas después, con el propósito de ayudar a los ciudadanos desplazados y evitar que Kansas se convirtiera en un estado esclavista. Frances Dana Barker Gage y Josephine Griffing ayudaron en el trabajo de recolectar suministros y enviarlos a los necesitados de Kansas. Estimulados por el esfuerzo de las mujeres, Gerrit Smith, Thurlow Weed y otros hombres políticamente activos organizaron una Convención Nacional de Ayuda a Kansas en Búfalo (Nueva York), a partir del 10 de julio. Tracy y Gage asistieron; pronto, la Sociedad de Mujeres se consolidó en el grupo nacional.
En octubre de 1859, Tracy Cutler se unió a Susan B. Anthony en una gira de conferencias por el estado de Nueva York, lo que dio lugar a que al año siguiente se aprobara una legislación para ampliar los derechos de propiedad de las mujeres neoyorquinas. A finales de 1860, Tracy recorrió el interior y el oeste de Illinois con Gage para influir en la legislación que se estaba considerando en ese estado. Tracy consultó en repetidas ocasiones con Abraham Lincoln antes de partir hacia Washington D. C., y redactó una ley que afectaba a los bienes de las mujeres casadas que fue aprobada en febrero de 1861. En la primavera de 1861, Tracy regresó a Ohio para unirse a un grupo de mujeres que discutían ante un comité  conjunto de la Casa y el Senado sobre el derecho de la mujer a mantener sus propias ganancias, y sobre el derecho de la mujer a la tutela conjunta de sus hijos.
Un año o dos más tarde, Tracy presentó a la Asamblea de Illinois peticiones para una ley que proponía dar a una mujer la tutela de sus hijos, y permitir que una mujer asumiera fácilmente la herencia de su marido fallecido si la herencia no tenía un valor superior a 5.000 dólares, de forma similar a una ley estatal que se aplicaba a los viudos varones, ella describió la escena en la Asamblea:

Esta petición, pidiendo estas leyes razonables y justas, fue, por moción del coronel Mack, en un espíritu burlesco, remitida al Comité de Navegación Interna, y un informe burlesco fue hecho en Senado abierto, demasiado indecente para ser registrado en los registros. Los reverendos señores de la tumba, en esto, se permitieron una carcajada cordial, disfrutada enormemente por su honor el teniente-gobernador Hoffman, y, hasta el día de hoy, no se ha tomado ninguna otra acción para dar a la esposa y a la madre este pequeño toque de justicia...

Durante la Guerra de Secesión, Tracy Cutler fue presidente de la Comisión de Ayuda de Western Union en Chicago. De 1862 a 1864, la Comisión trabajó para proveer a los refugiados de guerra de todos los colores que llegaban a Chicago. Su hijo John Martin Tracy y los hijos del coronel Samuel Cutler sirvieron en el Ejército de la Unión. Una conversación con el reverendo doctor Thomas M. Eddy sobre el deseo declarado de Lincoln de ser presionado fuertemente por los abolicionistas para liberar a los esclavos como una medida de guerra de emergencia hizo que Tracy comenzara a reunir tales firmas en el Oeste. Lucy Stone, Elizabeth Cady Stanton y Susan B. Anthony fueron alertadas por Tracy, y comenzaron a reunir peticiones en el Este. Charles Sumner presentó las peticiones combinadas al Senado y le dijo a Tracy que se requerían cuatro hombres para llevar los documentos masivos. Mientras estaba en Washington, Tracy fue invitada por el exgobernador William Bebb a dirigirse a la Liga de la Unión; dio un discurso titulado «La Unión tal como era, la Constitución tal como es», un argumento de que la esclavitud había sido, a pesar de los derechos de los estados, una violación de la constitución nacional desde el principio. Bebb estuvo de acuerdo con Joseph Holt, Preston King y otros juristas en que el discurso de Tracy era «el argumento más capaz y concluyente que jamás habían escuchado sobre ese tema». Tracy se unió a Dorothea Dix para apelar al cirujano general a fin de que autorizara a sus cirujanos examinadores a extender permisos de ausencia por enfermedad y a conceder altas a soldados gravemente heridos. El coronel Samuel Cutler se enteró de la muerte de uno de sus hijos en la segunda batalla de Fort Wagner. John Martin Tracy sobrevivió a la guerra, y fue elogiado por su sigiloso trabajo de reconocimiento. El último servicio de Hannah Tracy Cutler en la guerra fue ayudar a la Union Aid Society a reunir y enviar seis mil fanegas de maíz de siembra a los granjeros del suroeste, devastado por la guerra. Samuel Cutler estaba nervioso y debilitado por la edad y por la pérdida de un hijo, y la pareja ya no podía trabajar en la granja de Dwight. Se mudaron a Cobden (Illinois), donde su salud mejoró gracias a las ministraciones de ella.
En el otoño de 1868, Tracy se mudó con su marido a Ohio para que pudiera asistir al Women's Homeopathic College of Medicine and Surgery en Cleveland. Recibió su título de médico en febrero de 1869. A Tracy le ofrecieron una cátedra en el colegio y se fue a ejercer la medicina en Cleveland.
Tracy nunca dejó de escribir artículos para revistas y periódicos. Contribuyó al Farmer's Advocate después de que lo comprara Jeriah Bonham en 1860, y presentó artículos al Rural Messenger desde su creación en 1868.
De 1866 a 1869, Tracy fue presidente de la delegación de Ohio en la Asociación Americana de Igualdad de Derechos (AERA). En 1869, Tracy fue contactado por Anthony y Stanton para que se uniera a su grupo escindido de feministas más radicales. Tracy tomó notas de las reuniones y proporcionó a Lucy Stone un informe mecanografiado de los acontecimientos que llevaron a la formación, a espaldas de Stone, de la Asociación Nacional pro Sufragio de la Mujer (NWSA). Las maquinaciones de Susan B. Anthony y Elizabeth Cady Stanton fueron descritas en detalle por Tracy. La Sociedad de Igualdad de Derechos de Ohio celebró una convención en Cincinnati a mediados de septiembre, y Stone y su marido Henry Browne Blackwell dieron discursos. Se hizo una propuesta para formar una Sociedad de Igualdad de Derechos de Ohio, y Tracy fue nombrada presidente.  Stone respondió a Anthony y Stanton formando la Asociación Americana pro Sufragio de la Mujer (AWSA) en noviembre, en Cleveland, el 24 y 25 de noviembre de 1869 frente a un «vasto salón que estaba bien lleno». Tracy presidió la sesión de la tarde del segundo día; luego ocupó el cargo de presidente de la AWSA en 1870-1871. También habló en Battle Creek (Míchigan) para la Sociedad de Sufragio del Estado de Míchigan en enero de 1870, luego en una reunión masiva para los habitantes de Ohio en Dayton a finales de abril. En su casa en Cleveland, Samuel Cutler «no pudo soportar los vientos de primavera en los lagos», por lo que los dos se mudaron a Illinois en 1870.
La AWSA celebró una convención masiva en el Steinway Hall de Nueva York en mayo de 1870. Se celebraron tres sesiones diarias durante dos días, y Tracy fue la primera oradora de la primera sesión nocturna. Comparó los derechos de los esclavos con los derechos de las mujeres y citó la Declaración de Independencia que establece que «los gobiernos derivan sus justos poderes del consentimiento de los gobernados», y continuó diciendo que «las mujeres de América pagan impuestos para el apoyo del Gobierno, y su consentimiento debe ser tenido en los asuntos que afectan a su bienestar y a sus vidas». ...la única manera de remediar el mal es obtener la votación».
En junio de 1870, Tracy Cutler y Amelia Bloomer celebraron dos reuniones en Des Moines, Iowa, una sobre el tema de la templanza, celebrada al aire libre en un terreno previsto para un nuevo edificio del capitolio, y otra en una iglesia bautista, sobre el tema del derecho al voto de las mujeres. Tracy fue el orador principal y ayudó a los habitantes de Iowa a formar la Sociedad de Sufragio Femenino de Iowa. Más tarde ese verano, Bloomer y Tracy dieron una conferencia en Oskaloosa, Iowa, y provocaron la formación de una sociedad de sufragio femenino allí, basándose en una visita mucho más temprana de Frances Dana Barker Gage en 1854. En diciembre de 1870, Cutler habló varias veces en Lincoln, Nebraska, mientras se dirigía a California. «Su femineidad y su lógica ganaron y convencieron a sus oyentes», pero no resultó en la formación de una organización local de sufragio femenino hasta que Susan B. Anthony llegó más tarde ese invierno.
En 1871, Tracy hizo los discursos de apertura y clausura de la convención anual de la AWSA en Filadelfia. Después de los discursos de Lucy Stone, Julia Ward Howe, Lucretia Mott y otros, Cutler habló sobre el derecho al voto:

Algunos dicen que no es un derecho sino un privilegio. Yo sostengo lo contrario. Yo digo que es un derecho inalienable. No se puede mantener una forma de gobierno republicano y negar a la mitad de la población su derecho al voto.

Samuel Cutler murió en 1873. Hannah Tracy Cutler regresó a Ohio para unirse a un esfuerzo por poner el sufragio femenino en la constitución del estado. A finales del verano y en el otoño, recorrió Ohio condado por condado, dando conferencias y recogiendo firmas para la petición. El estilo personal de Tracy era folclórico y femenino, y su forma de dar conferencias tranquilizó a sus oyentes, introdujo los conceptos del sufragio femenino dentro de un marco religioso más tradicional, y dobló el sufragio en discursos sobre la templanza, que probablemente tenían mayor atractivo para las audiencias conservadoras. Durante el empuje de Ohio, fue descrita por una colega sufragista como «fuerte en cuerpo y mente, soporta con relativa facilidad las fatigas e incomodidades del campo de las conferencias y envía la verdad a los corazones de sus oyentes con una fuerza y franqueza que rara vez se supera». Al final de la infructuosa campaña, «completamente agotada», se fue a Francia con su hijo, John Martin Tracy. Desgastada, Tracy enfermó gravemente y permaneció en Francia hasta 1875. Regresó a los Estados Unidos para ejercer la medicina en Cobden, Illinois, y más tarde en Brentwood (California), donde su hija Mary Tracy Mott vivió y escribió.
Asistió a la Novena Reunión Anual de la AWSA, celebrada en el Masonic Hall de Indianápolis en 1878. En cuanto a la batalla por el sufragio femenino, se puso de pie para decir: «Muchos de nosotros hemos envejecido en este trabajo, y sin embargo algunos dicen: «¿Por qué trabajas en una causa sin esperanza?» La causa no es desesperada. Las grandes reformas se desarrollan lentamente, pero la verdad prevalecerá, y el trabajo que hemos estado haciendo durante treinta años ha pagado tan bien como cualquier trabajo que se haya hecho por la humanidad».
Desde diciembre de 1881 hasta abril de 1882, Tracy vivió en Hollister, California. Dio un discurso bien recibido desde un púlpito congregacional un domingo en Hollister a principios de abril, y se informó que estaba «en camino hacia el Este».
En 1882, se estaba considerando en Nebraska una enmienda que eliminaría la palabra «masculino» de la constitución y por lo tanto permitiría a las mujeres votar. Tanto la AWSA como la NWSA celebraron sus convenciones anuales en Omaha (Nebraska) en septiembre con el fin de influir en los votos. Lucy Stone, Henry Browne Blackwell y Tracy estuvieron entre los oradores principales de la convención de la AWSA a mediados de septiembre, y los tres se quedaron después para hacer un sondeo en el estado. Del 2 de octubre al 4 de noviembre, Tracy dio 24 discursos mientras viajaba en tren. El esfuerzo fracasó, pero uno de los 11 condados que aprobaron la medida fue donde Tracy pasó los días inmediatamente anteriores a la votación. Terminó de escribir un ensayo biográfico sobre su primer marido y sobre el trabajo de su propia vida. El ensayo fue publicado en una colección de biografías sobre Ciudadanos Eminentes de Illinois.
En 1883, dio una serie de conferencias por todo el bosque de Vermont; su influencia llevó a la fundación de la Asociación de Sufragio de la Mujer de Vermont. El 13 de diciembre de 1884 publicó en el Woman's Journal un elogio a su vieja amiga, Frances Dana Barker Gage.
El 21 de diciembre de 1887, fue nombrada por Anthony y Stone para un comité encargado de unirse a la AWSA con la NWSA para formar la National American Woman Suffrage Association (NAWSA). Durante los dos años siguientes, trabajó con Alice Stone Blackwell y Rachel Foster Avery para ayudar a establecer una estructura y misión común para la organización combinada.

## Fallecimiento y legado
La hija de Tracy Cutler, Melanie Tracy Earle, siguió los pasos de su madre para convertirse en periodista. Murió en Ocean Springs, Misisipi, en 1889. Melanie dejó atrás a su marido Parker Earle, un horticultor, que murió en 1917. Mary Tracy Earle, su hija nacida en 1864, publicó siete obras de ficción en Harper's Magazine.
En 1892 en la casa de su hija, la escritora y periodista Mary Tracy Mott, Hannah Tracy Cutler sufrió un ataque de parálisis además de un caso de glaucoma.
El hijo de Tracy, John Martin Tracy, se convirtió en un pintor de paisajes, y llegó a Ocean Springs desde Greenwich, Connecticut, con su esposa Melvina Guillemin Tracy tras la muerte de su hermana Melanie. Murió cuatro años después en marzo de 1893.
Tracy Cutler murió el 11 de febrero de 1896, a la edad de 80 años, y fue enterrada en Ocean Springs en el cementerio Evergreen en Fort Bayou. En su funeral se celebró un servicio episcopal. Mary Tracy Mott luego presentó la autobiografía de su madre a Alice Stone Blackwell para que se publicara en una serie de números del Woman's Journal desde septiembre hasta octubre de 1896.

## Discursos y escritos
- Woman as She Was, Is, and Should Be (New York, 1846)[2]
- One of Sixty Thousand[40]
- Phillipia, or a Woman's Question (Dwight, Illinois, 1886)
- The Fortunes of Michael Doyle, or Home Rule for Ireland (Chicago, 1886)[2]